# Virgolândia
Virgolândia é um município brasileiro do estado de Minas Gerais. Localiza-se no Vale do Rio Doce.

## História
Virgolândia se tornou município após a emancipação do distrito, à época denominado Ramalhete, da principal cidade da região, Peçanha.
Em 1872, chegaram as primeiras famílias; Andrade, Aguiar, Leite e Sanches Brandão; e começaram a explorar as terras do então São Gonçalo do Ramalhete.
A cidade nasceu das mãos da família Malta, em 1888. Segundo a história, Maria Malta doou parte de suas terras para a criação do futuro povoado. As terras estavam sendo invadidas por tropeiros e viajantes que se instalaram no local. Para evitar conflitos, Maria Malta, anunciou a doação das terras aos tropeiros.
Começava aí, a história de Virgolândia e a ascensão política de Florêncio Malta e Joaquim Eleto. O lugarejo cresceu e encontrou na pecuária e na agricultura as suas principais fontes de renda.

## Geografia
Localizada na região do Vale do Rio Doce, Virgolândia limita-se com os municípios de Santa Maria do Suaçuí, Coroaci, Peçanha e Nacip Raydan. Assim como a maioria dos municípios mineiros, a topografia da cidade é bastante acidentada, privilegiada pelas cachoeiras e matas nativas.

## Clima
O clima  de Virgolândia é classificado como tropical de altitude (tipo Cwa  segundo Classificação climática de Köppen-Geiger), característica advinda de sua altitude  média de 470 metros acima do nível do mar e da latitude  de 19,9ºS e longitude de 43,9ºW, em que o período de verão registra chuvas e temperaturas elevadas, enquanto o inverno é caracterizado por baixas temperaturas e pouca precipitação.
A temperatura é amena durante o ano, variando em média de 17°C a 32°C,[44] sendo a média anual de 26º.[45] O mês mais frio geralmente é julho, com uma temperatura mínima absoluta registrada de 5°C.no dia 27 de junho de 2010. O mês mais quente costuma ser janeiro, com uma temperatura máxima podendo chegar a 40ºc.
A cidade conta com a proteção de varias montanhas, que barra os ventos mais fortes. A umidade relativa do ar gira em torno de 70% e a média anual de chuvas é de 1600mm, sendo mais frequentes de dezembro a março.[46]  Virgolândia está localizada cerca de 450 km distante do mar.